# 徐通模
徐通模（1939年11月—2025年5月31日），男，江苏如皋人。曾于1998年1月28日:3至2003年8月任西安交通大学校长。
徐通模1961年于西安交通大学动力机械系毕业，历任西安交通大学助教、讲师、教授，以及能源系主任、副校长等职。曾长期从事燃烧及气固两相流体力学教学与科研的相关工作。其研究项目曾荣获1978年全国科学大会奖，1987年、1991年国家发明三等奖等奖项:716:402。2025年5月31日在西安去世，享年86岁。